# Абаев, Султанбек Асланбекович
Султанбек Асланбекович Абаев (карач.-балк. Абайланы Асланбекни жашы Султанбек; 1845 — 21 января, 1888) — первый балкарский профессиональный музыкант, скрипач, просветитель, общественный деятель.

## Биография
Родился в 1845 году в родовитой семье таубиев Абаевых. В раннем детстве, во время поездки с отцом в град, услышал игру на скрипке и приехав к себе домой смастерил подобие скрипки и начал упражняться на ней, воспроизводя услышанные мелодии.
В 1854 году начал учёбу в Нальчикской школе. В мае 1858 года в качестве награды за отличную учёбу получил право продолжить учёбу в Ставропольской гимназии. Там же он начал брать первые уроки игры на скрипке.
В 1862 году в Петербурге открылась первая в Российской империи консерватория, и отец сумел достигнуть зачисления юного Султанбека в консерваторию. Учился у выдающегося музыканта Генриха Венявского. Вместе с Султанбеком Абаевым учился П. И. Чайковский.
Не смог официально окончить консерваторию, так как из-за невозможности своевременно вписать плату за обучение не был допущен к выпускным экзаменам. Вскоре из-за материальных затруднений был вынужден поступить на военную службу и вернулся домой в 1868 году, после смерти своего отца.

## Творчество
После возвращения в родные места С. А. Абаев начал преподавать музыку во Владикавказском реальном училище, в Ольгинской женской гимназии, работал в оркестре Терского казачьего войска.
Немало выступал и пользовался большим успехом у местной публики. Его имя упоминалось в местных газетах и вскоре Султанбека Абаева стали заслуженно мнить самым известным скрипачом на Кавказе. Кроме того, он активно участвовал в общественной деятельности и в деле просвещения горцев Кавказа.
Во Владикавказе проявился и преподавательский гений Султанбека Абаева. Созданный Абаевым ученический оркестр считался лучшим в России. С. А. Абаев был первым учителем нескольких российских музыкантов, ставших в дальнейшем широко известными.
Ещё одним вкладом Султанбека Абаева в формировании культуры стало то, что он одним из первых начал составлять и делать записи народных балкарских мелодий. Многие рукописи Султанбека Абаева не найдены до сих пор.
21 января 1888 года после продолжительной болезни скончался в балкарском селении Хулам.

## Семья
Отец Асланбек Абаев — царский офицер, прошёл аманатскую школу и службу в Конвое императора России.
- 5 братьев и сестёр, среди которых:
  - Ханифа Абаева-Меликова — сестра, известная просветительница Азербайджана, супруга азербайджанского общественного деятеля Гасан-бека Зардаби[4][5].
  - Кайтук Абаев — брат.

## Память
Именем Султанбека Абаева названа Детская школа искусств в г. Тырныауз, Кабардино-Балкария.